# شلیک به هدف (فیلم ۱۹۶۷)
شلیک به هدف (انگلیسی: Point Blank) فیلمی در ژانر سرقت، نئو نوآر، درام، و مهیج به کارگردانی جان بورمن است که در سال ۱۹۶۷ منتشر شد.

## بازیگران
- لی ماروین
- انجی دیکینسون
- کینن وین
- کرول اکونر
- جان ورنن
- جیمز سیکینگ
- کاتلین فریمن
- مایکل بل
- سید هیگ